# Compuesto de seis cubos con libertad de rotación
| Compuesto de seis cubos con libertad de rotación | Compuesto de seis cubos con libertad de rotación |
| ------------------------------------------------ | ------------------------------------------------ |
|                                                  |                                                  |
| Tipo                                             | Compuesto uniforme                               |
| Índice                                           | UC7                                              |
| Poliedros                                        | 6 cubos                                          |
| Caras                                            | 12+24 cuadrados                                  |
| Aristas                                          | 72                                               |
| Vértices                                         | 48                                               |
| Grupo de simetría                                | Octaédrico (Oh)                                  |
| Subgrupo restringido a un elemento               | Rotational de 4 lóbulos (C4h)                    |

El compuesto de seis cubos con libertad de rotación es un poliedro uniforme, formado mediante la disposición simétrica de 6 cubos, considerados como cuboides. Se puede construir superponiendo seis cubos idénticos y luego girándolos en pares alrededor de los tres ejes que pasan por los centros de dos caras cúbicas opuestas. Cada cubo se gira en un ángulo θ igual (y opuesto en cada pareja de cubos).
Cuando θ = 0, los seis cubos coinciden. Cuando θ es de 45 grados, los cubos coinciden en pares dando (dos copias superpuestas de) el compuesto de tres cubos.

## Coordenadas cartesianas
Las coordenadas cartesianas de los vértices de este compuesto son todas las permutaciones de:
{\displaystyle (\pm (\cos(\theta )+\sin(\theta )),\pm (\cos(\theta )-\sin(\theta )),\pm 1).}

## Galería
- Compuestos de seis cubos con libertad de rotación
- θ= 0°
- θ= 5°
- θ= 10°
- θ= 15°
- θ= 20°
- θ= 25°
- θ= 30°
- θ= 35°
- θ= 40°
- θ= 45°